# Cryptoflata addita
Cryptoflata addita är en insektsart som beskrevs av Walker 1851. Cryptoflata addita ingår i släktet Cryptoflata och familjen Flatidae. Inga underarter finns listade i Catalogue of Life.